# Ökologische Potenz

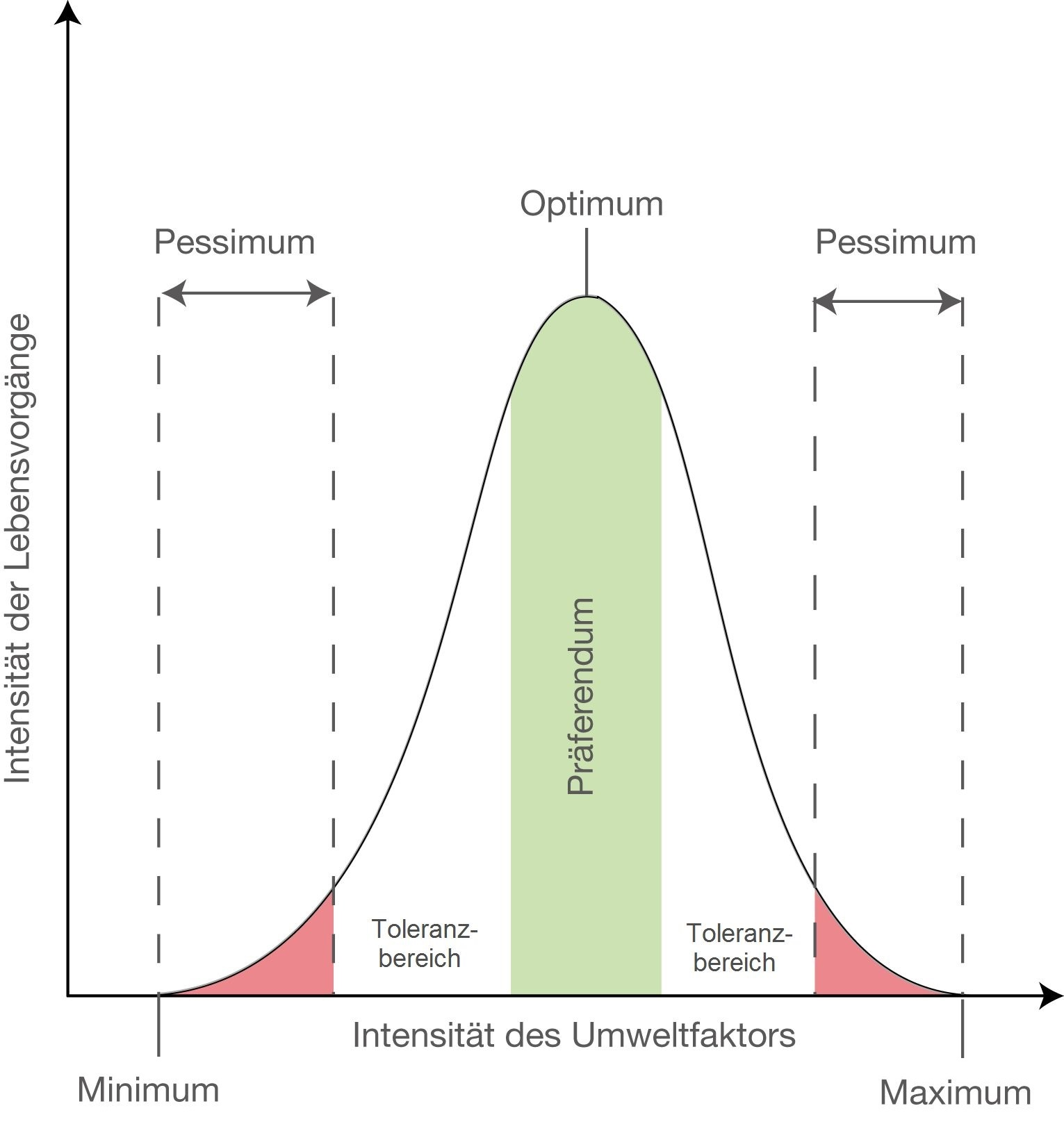

Die ökologische Potenz oder ökologische Toleranz ist eine Eigenschaft von Arten. Sie gibt an, in welchem Wertebereich eines bestimmten Umweltfaktors eine Art unter Konkurrenzbedingungen tatsächlich vorkommt. Dieser wird dann als Toleranzbereich der Art hinsichtlich des Umweltfaktors bezeichnet.
Der Hohenheimer Grundwasserversuch zeigt exemplarisch den Unterschied zwischen der ökologischen Potenz und der physiologischen Potenz. Für viele Arten liegt das synökologische Optimum weit vom autökologischen Optimum entfernt.
Betrachtet man die Wertigkeit eines bestimmten Umweltfaktors für einen Organismus, spricht man von der ökologischen Valenz (valenz, lat. = Wertigkeit) dieses Faktors. Im allgemeinen Sprachgebrauch wird dieser Begriff synonym zum Begriff der Potenz verwandt, was streng genommen nicht korrekt ist, da die Valenz lediglich die Bedeutung des betreffenden Umweltfaktors für die Existenz der untersuchten Lebewesen bezeichnet.

## Unterscheidung

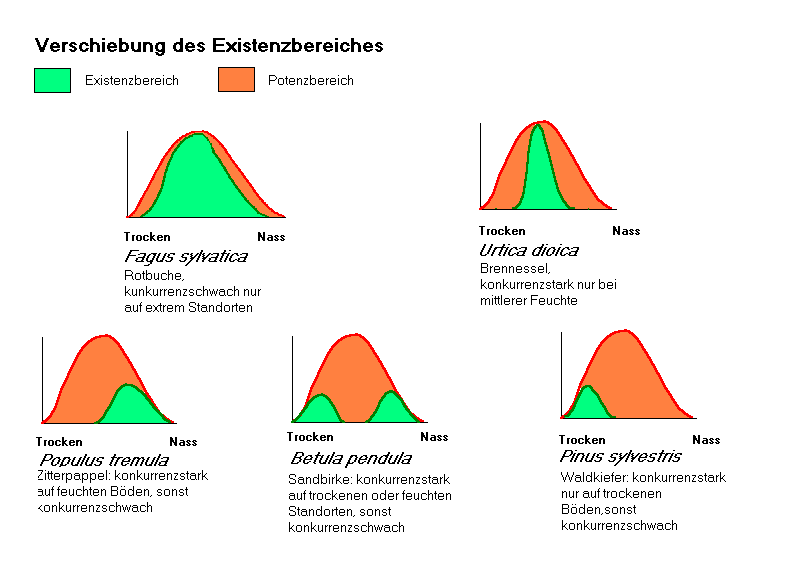
Potenz und tatsächliche Existenz: Bsp. Feuchte

Arten, die einen großen Toleranzbereich aufweisen, werden als eurypotent (euryök, eurytolerant; eurys, griech. = breit) bezeichnet.
Arten, die nur eine geringe Schwankung von Umweltfaktoren tolerieren, werden als stenopotent (stenök, stenotolerant; steno, griech. = eng) bezeichnet. Diese Organismen können als Zeigerarten, Leitformen bzw. Indikatororganismen genutzt werden, da ihr Vorkommen für bestimmte Biotope charakteristisch ist. Typisch für stenöke Arten ist, dass sie eine hohe Vitalität besitzen, die außerhalb des Optimums sehr schnell abfällt.
Untersucht man die Empfindlichkeit gegenüber bestimmten Umweltfaktoren, lässt sich die Charakterisierung entsprechend der Umwelteinflüsse weiter verfeinern.
| Umweltfaktor            | Suffix                     |
| ----------------------- | -------------------------- |
| Nahrung                 | euryphag / stenophag       |
| Salzgehalt              | euryhalin / stenohalin     |
| Temperatur              | eurytherm / stenotherm     |
| Feuchtigkeit des Bodens | euryhygr / stenohygr       |
| Sauerstoffgehalt        | euryoxygen / stenooxygen   |
| Wassertiefe             | eurybatisch / stenobatisch |
| geografische Lage       | eurytop / stenotop         |

## Darstellung

Toleranz, Potenz und Existenz

Zur Illustration des Toleranzbereiches bzw. der Toleranzbreite kann die Reaktion eines Organismus im Verhältnis zum Umweltfaktor in einem Koordinatensystem schematisch dargestellt werden. Die Toleranzkurve (auch: Gedeihkurve) wird durch die charakteristischen Punkte bzw. Bereiche Optimum sowie Pessimum bestimmt. Das Pessimum ist durch die beiden kritischen Werte Maximum und Minimum gekennzeichnet. Diese, auch als Kardinalpunkte des Lebens bezeichneten Werte, begrenzen den Toleranzbereich der Organismenart. Liegt die Intensität des Umweltfaktors unterhalb des Minimums oder oberhalb des Maximums, so ist der Organismus unter diesen Bedingungen nicht mehr lebensfähig. Innerhalb des Pessimums ist weder Fortpflanzung noch effektives Gedeihen des Lebewesens möglich.
Der Bereich um das Optimum, das Präferendum bzw. der Präferenzbereich, zeigt den durch den Organismus unter autökologischen Bedingungen bevorzugten Lebensraum an. Die Lebensform zeigt unter diesen Umständen die größtmögliche Vitalität und Fortpflanzung.

## Anwendung
Physiologische Toleranzbereiche werden für eine Art unter experimentellen Bedingungen ermittelt, bei denen alle anderen Faktoren konstant gehalten werden. Insbesondere ist hier Konkurrenz ausgeschlossen. Es wird gemessen, inwieweit der Faktor schwanken kann, ohne dass der Organismus physisch nachteilig eingeschränkt wird.
Anhand der Vorkommen von Indikatororganismen lässt sich die Qualität von Böden oder Gewässer erkennen. Anhand der Existenz von bestimmten Pflanzen lässt sich z. B. der Salzgehalt oder Säurewert von Gewässern erkennen.

## Beispiele

### Euryök/eurypotent
Die Waldkiefer hat bezogen auf den abiotischen Faktor Wasser (in Form von Bodenfeuchte) eine sehr euryöke Toleranzbreite. Da sie sowohl auf trockenen und sandigen Böden als auch auf feuchten Moorstandorten wachsen kann, hat sie eine breite physiologische Potenz.
Der Löwenzahn besitzt hinsichtlich der Bodenverhältnisse einen großen Toleranzbereich.
Allesfresser wie Ratten oder Schweine sind in Bezug auf die Nahrung sehr euryöke bzw. euryphage Arten.

### Stenök/stenopotent
Die Forelle, die nur bei bestimmten Wassertemperaturen existieren kann, ist eine stenöke oder genauer stenotherme Art.
Da der Koala sich nur von Eukalyptusblättern ernähren kann, handelt es sich bei diesem um ein stenökes bzw. stenophages Lebewesen.
In der Flora gilt die Steineiche als stenohygre Art.